# Howard Gertler
Howard Gertler é um produtor cinematográfico americano. Como reconhecimento, foi nomeado ao Oscar 2013 na categoria de Melhor Documentário em Longa-metragem por How to Survive a Plague.